# Korytyna
Korytyna – wieś w Polsce położona w województwie lubelskim, w powiecie hrubieszowskim, w gminie Trzeszczany.
W latach 1975–1998 miejscowość administracyjnie należała do województwa zamojskiego. 
Wieś stanowi sołectwo gminy Trzeszczany. Według Narodowego Spisu Powszechnego z roku 2011 wieś liczyła 47 mieszkańców i była najmniejszą co do liczby ludności miejscowością gminy.
Wierni Kościoła rzymskokatolickiego należą do parafii Trójcy Przenajświętszej i Narodzenia Najświętszej Maryi Panny w Trzeszczanach.

## Ludzie związani z Korytyną
- Stanisław Popek (ur. 1936) - psycholog, malarz, poeta, wykładowca Uniwersytetu Marii Curie-Skłodowskiej w Lublinie.
- Jan Popek (1942-1980) - malarz i grafik